# Carrer Santa Rosa (Alella)
El Carrer Santa Rosa és una via pública d'Alella (Maresme) protegida com a Bé Cultural d'Interès Local.

## Descripció
És el carrer de traçat més irregular de tots els vials que configuren el barri del Rost, nucli que s'eleva a llevant de la riera amb carrers inclinats i estrets que el fan molt característic. S'estructura en tres trams de direccions clarament diferents, però només el primer tram, que es troba més al sud, té habitatges amb façana a aquest carrer, seguint la distribució típica del barri del Rost amb els habitatges al costat est del carrer i patis frontals a l'altra banda. Aquest tram de vial té una amplada aproximada de 5 m. Es tracta d'un conjunt de cinc habitatges molt homogeni de cases entre mitgeres de planta baixa i pis amb crugies estretes de 5 m. Les façanes mantenen uns trets característics comuns, com la planor de les façanes, les obertures petites de proporcions verticals, els eixos de composició vertical i els acabats amb arrebossats pintats de colors ocres i terrosos. Una cornisa comuna dentada dona unitat a tot el conjunt. El carrer està asfaltat, amb una petita vorera ceràmica al costat dels habitatges, on també hi trobem la il·luminació adossada a les façanes.